# Lockney
Lockney è un comune (town) degli Stati Uniti d'America della contea di Floyd nello Stato del Texas. La popolazione era di 1,842 persone al censimento del 2010.

## Geografia fisica
Lockney è situata a 34°07′23″N 101°26′36″W (34.122961, -101.443414).
Secondo lo United States Census Bureau, ha un'area totale di 1,5 miglia quadrate (4,0 km²).

## Società

### Evoluzione demografica
Secondo il censimento del 2010, c'erano 1,842 persone.

### Etnie e minoranze straniere
Secondo il censimento del 2010, la composizione etnica della città era formata dal 73,29% di bianchi, il 2,77% di afroamericani, lo 0,33% di nativi americani, lo 0,11% di asiatici, lo 0% di oceanici, il 22,91% di altre razze, e lo 0,6% di due o più etnie. Ispanici o latinos di qualunque razza erano il 58,69% della popolazione.